# Station Sassenheim
Station Sassenheim is een spoorwegstation in de gemeente Teylingen, in de Nederlandse provincie Zuid-Holland. Het station ligt aan de rand van Sassenheim en Warmond, aan de Schiphollijn, tussen Leiden Centraal en Nieuw Vennep. Het station is op 11 december 2011 geopend, bij het ingaan van de dienstregeling 2012.
Het station heeft twee zijperrons. Aan de noordzijde is er een busstation bediend door meerdere buslijnen. Deze bussen kunnen het dorp Sassenheim bereiken door een speciale bustunnel onder de nabijgelegen snelweg A44. Het stationsplein ligt aan de Warmondse Wasbeeklaan die aan de andere kant van de bustunnel overgaat in de Sassenheimse Wasbeekerlaan.

## Treinen
Het station wordt in de dienstregeling 2025 door de volgende treinseries bediend:
| Serie | Treinsoort    | Route | Bijzonderheden                                                                                     |
| ----- | ------------- | --- | -------------------------------------------------------------------------------------------------- |
| 4300  | Sprinter (NS) | Den Haag Centraal – Leiden Centraal – Sassenheim – Schiphol Airport – Amsterdam Zuid – Weesp – Almere Centrum – Almere Buiten – Almere Oostvaarders – Lelystad Centrum | |
| 5700  | Sprinter (NS) | Utrecht Centraal – Hilversum – Weesp – Amsterdam Zuid – Schiphol Airport – Hoofddorp – Sassenheim – Leiden Centraal                                                    | Rijdt niet na 20:00 uur. Rijdt vrijdag en in het weekend niet tussen Hoofddorp en Leiden Centraal. |

## Verdere voorzieningen
Het station heeft een grote parkeerplaats en bushaltes aan de westkant en aan beide kanten overdekte fietsenstallingen en fietskluizen. In 2013 is er een McDonald's bij het station geopend. Vanwege de afgelegen plek komt dit de sociale veiligheid van het gebied ten goede. Eind 2017 is er een zelfbedieningstankstation geopend tussen de oprit naar de A44 en de McDonald's.
In november 2017 is er een parkeerdek geopend boven het reeds bestaande parkeerterrein. Hiermee gaat het aantal parkeerplaatsen van P+R Station Sassenheim van 280 naar 520 en wordt dus bijna verdubbeld.

## Ontwikkeling aantal reizigers
Het aantal door NS vervoerde reizigers (per gemiddelde werkdag) ontwikkelde zich sedert 2019 als volgt:
| Jaar | Aantal reizigers |
| ---- | ---------------- |
| 2019 | 4.942            |
| 2020 | 2.109            |
| 2021 | 2.328            |
| 2022 | 3.326            |
| 2023 | 3.685            |
| 2024 | 3.638            |

## Afbeeldingen

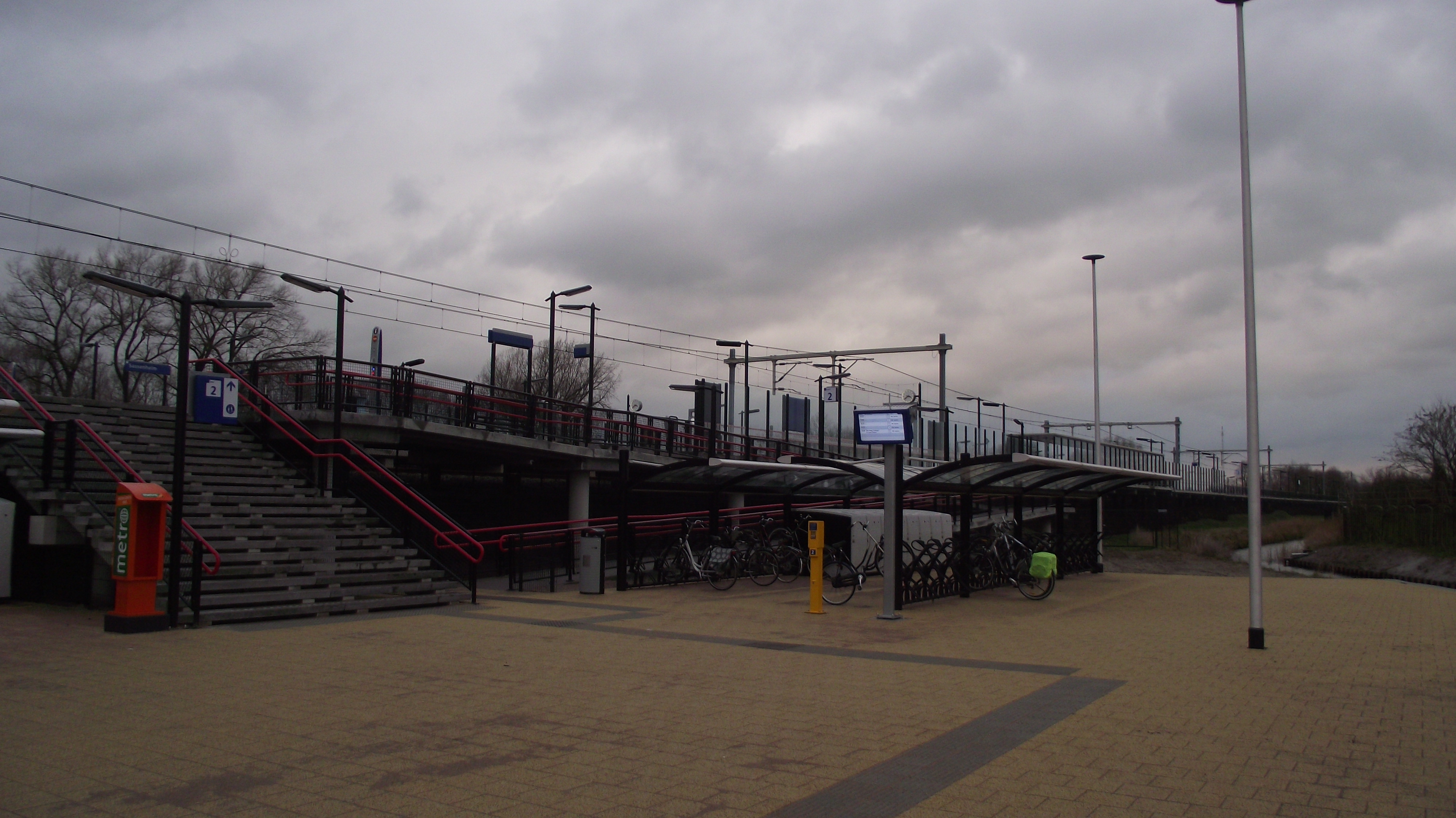
Het station vlak na de opening, in december 2011.
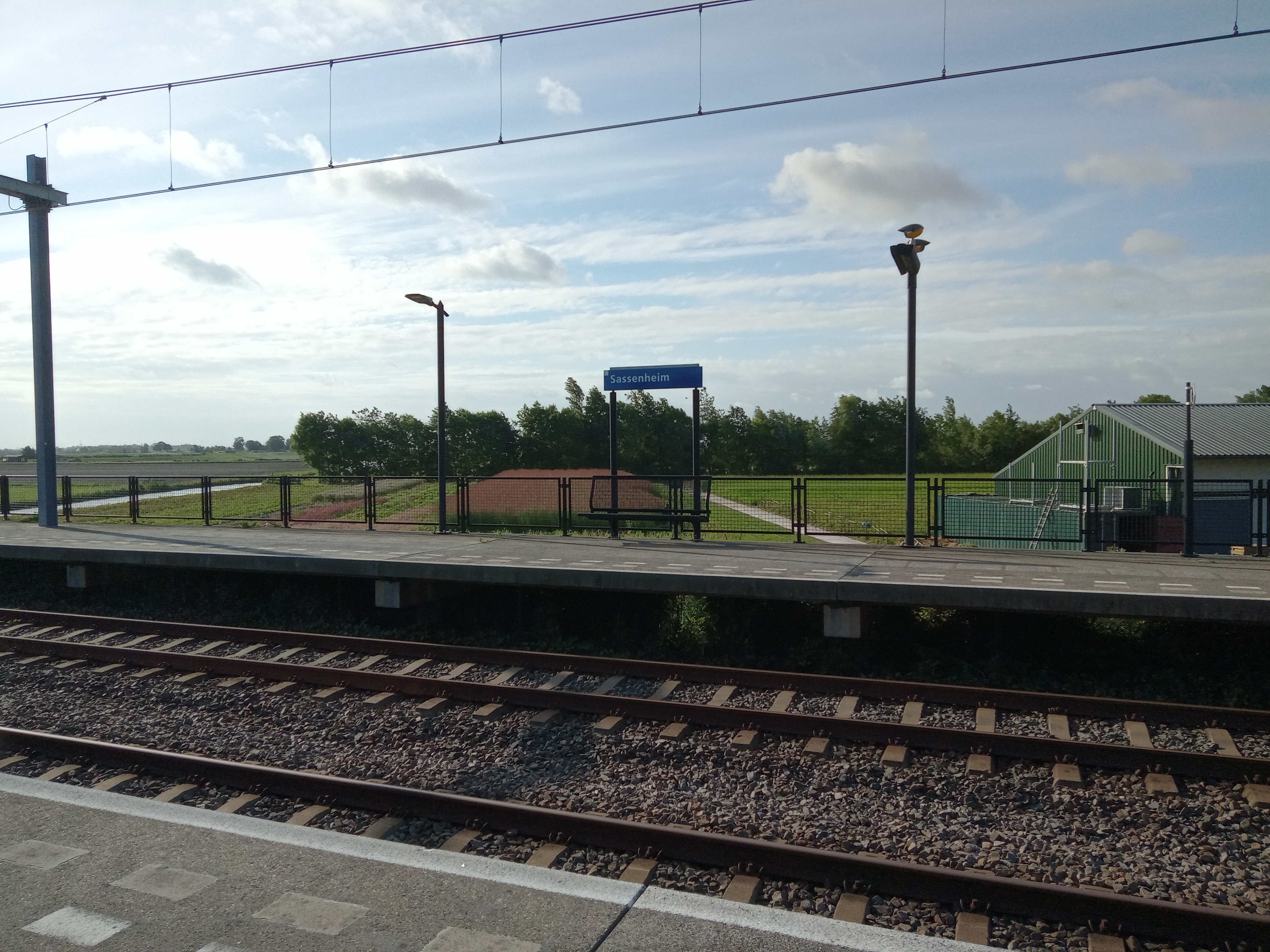
Zicht op spoor 2, met weiland op de achtergrond.
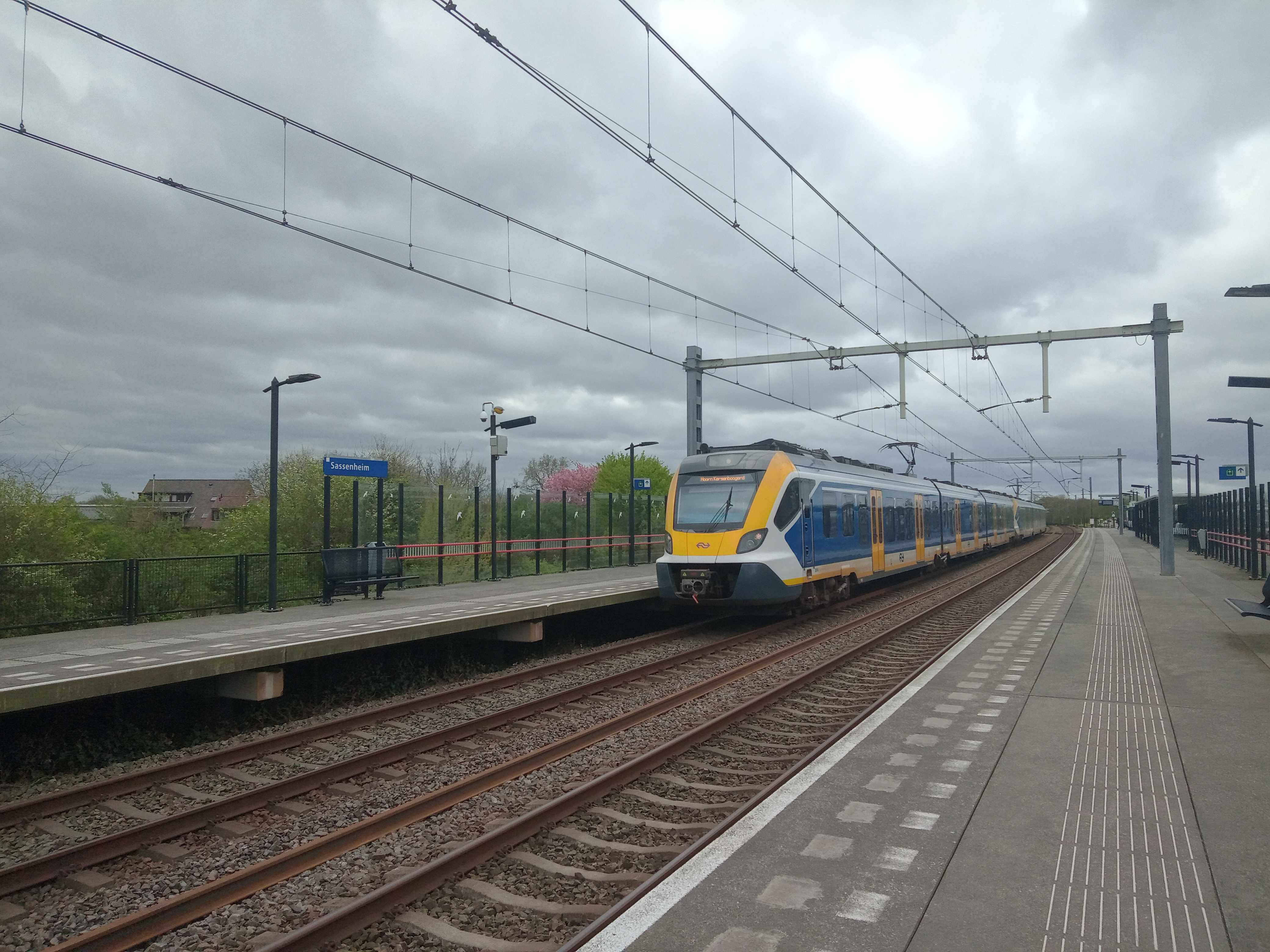
Sprinter op het station.
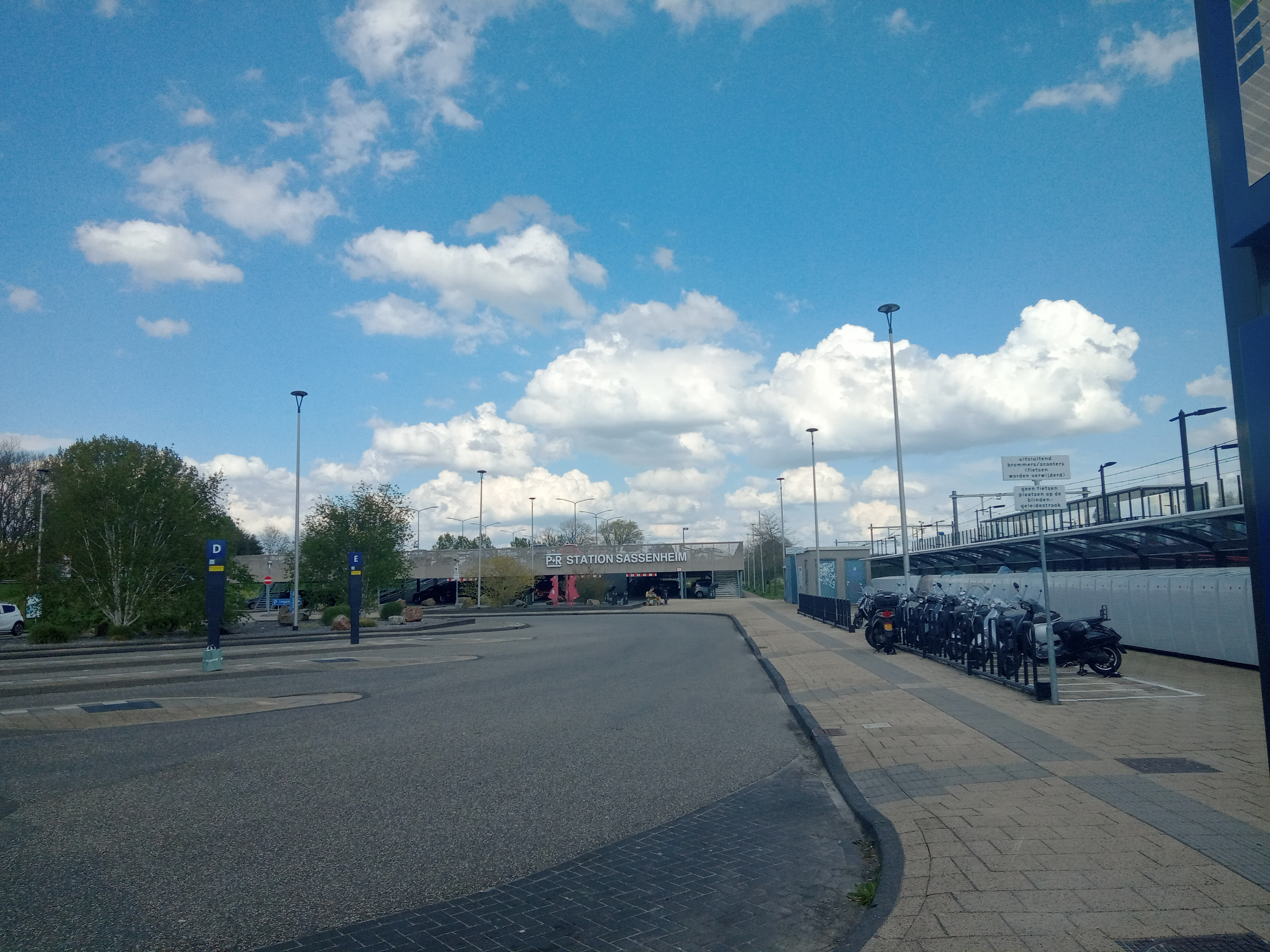
De parkeergarage, met rechts de fietsenkluizen en het station.
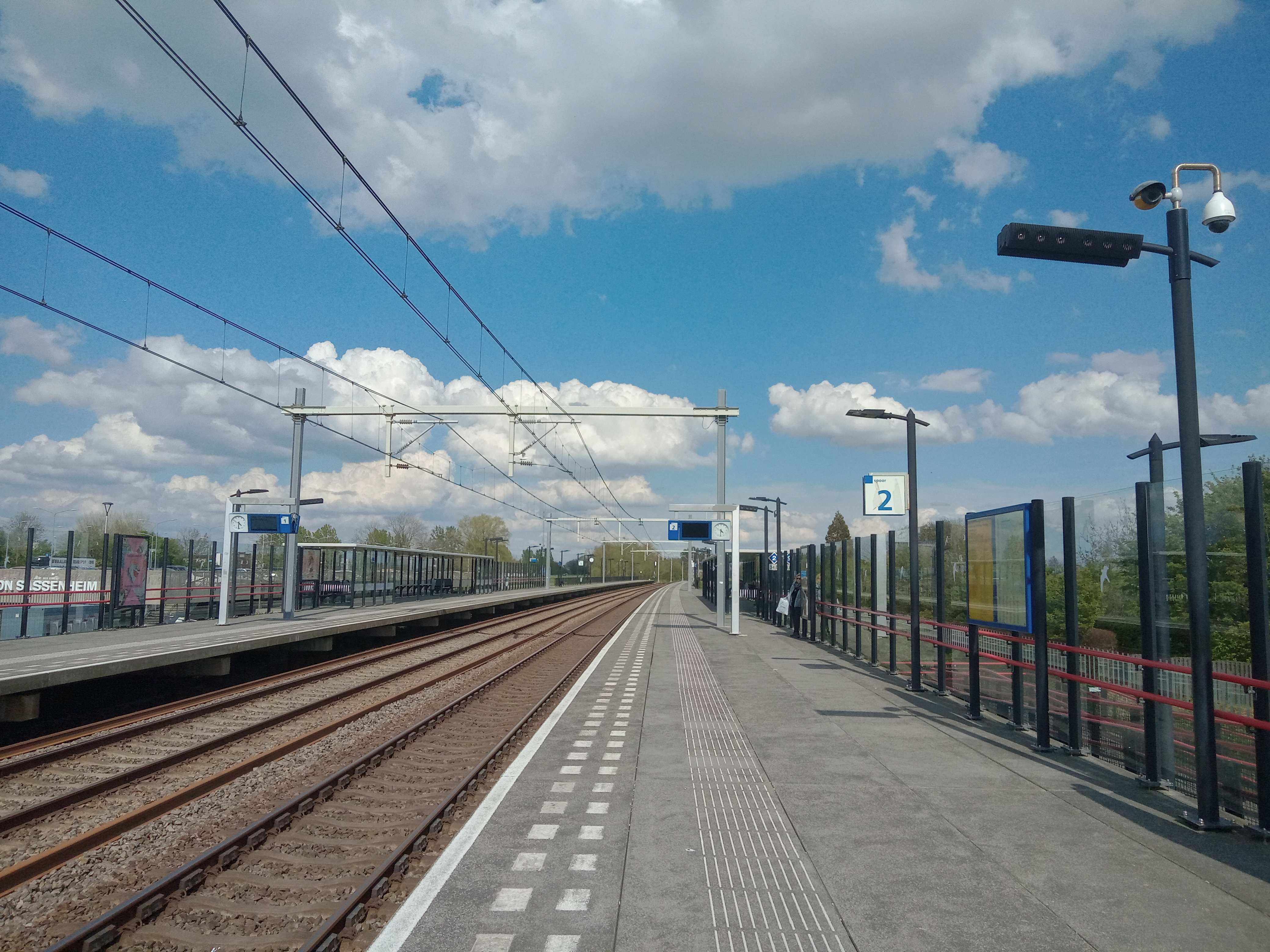
De perrons.